# Unité urbaine d'Épinal
L'unité urbaine d’Épinal est une unité urbaine française, centrée sur Épinal, première ville des Vosges et préfecture au cœur de la première unité urbaine de son département et occupant le dixième rang régional en région Grand Est.

## Données globales
En 2010, selon l'INSEE, l'unité urbaine d’Épinal est composée de treize communes, puis douze, à la suite de la création en 2016 de la commune nouvelle de Capavenir Vosges (renommée Thaon-les-Vosges en décembre 2021), toutes situées dans l'arrondissement d’Épinal, dans le département des Vosges.
Dans le nouveau zonage de 2020, le périmètre est identique.
En 2022, avec 61 743 habitants , elle constitue de loin la première unité urbaine des Vosges devant l'unité urbaine de Saint-Dié-des-Vosges et celle de Remiremont.
En région Grand Est, elle occupe le 10e rang régional après l'unité urbaine de Sarrebruck (ALL)-Forbach (partie française) (9e rang régional) et devant les unités urbaines de Haguenau (11e rang régional) et Charleville-Mézières (12e rang régional).
En 2022, sa densité de population s'élève à 383 hab/km2, ce qui en fait une unité urbaine moyennement densément peuplée pour les agglomérations de son niveau.
Par sa superficie, elle ne représente que 2,75 % du territoire départemental mais, par sa population, elle regroupe 17,21 % des habitants des Vosges en 2022, soit plus d'un habitant sur six.
Toutes les communes qui forment l'unité urbaine d’Épinal font partie de la communauté d'agglomération d'Épinal qui rassemble 78 communes.

## Composition 2020 de l'unité urbaine
Elle est composée des douze communes suivantes :
| Nom                   | Code Insee | Département | Statut       | Superficie (km2) | Population (dernière pop. légale) | Densité (hab./km2) | Modifier                                    |
| --------------------- | ---------- | ----------- | ------------ | ---------------- | --------------------------------- | ------------------ | ------------------------------------------- |
| Épinal (ville-centre) | 88160      | Vosges      | ville-centre | 59,24            | 32 296 (2022)                     | 545                | modifier les données · modifier les données |
| Chantraine            | 88087      | Vosges      | banlieue     | 6,20             | 3 201 (2022)                      | 516                | modifier les données · modifier les données |
| Chaumousey            | 88098      | Vosges      | banlieue     | 8,71             | 913 (2022)                        | 105                | modifier les données · modifier les données |
| Chavelot              | 88099      | Vosges      | banlieue     | 6,16             | 1 372 (2022)                      | 223                | modifier les données · modifier les données |
| Dinozé                | 88134      | Vosges      | banlieue     | 2,89             | 652 (2022)                        | 226                | modifier les données · modifier les données |
| Dogneville            | 88136      | Vosges      | banlieue     | 11,42            | 1 511 (2022)                      | 132                | modifier les données · modifier les données |
| Les Forges            | 88178      | Vosges      | banlieue     | 7,14             | 1 779 (2022)                      | 249                | modifier les données · modifier les données |
| Golbey                | 88209      | Vosges      | banlieue     | 9,49             | 8 827 (2022)                      | 930                | modifier les données · modifier les données |
| Igney                 | 88247      | Vosges      | banlieue     | 7,66             | 1 143 (2022)                      | 149                | modifier les données · modifier les données |
| Jeuxey                | 88253      | Vosges      | banlieue     | 8,49             | 663 (2022)                        | 78                 | modifier les données · modifier les données |
| Sanchey               | 88439      | Vosges      | banlieue     | 5,51             | 953 (2022)                        | 173                | modifier les données · modifier les données |
| Thaon-les-Vosges      | 88465      | Vosges      | banlieue     | 28,37            | 8 433 (2022)                      | 297                | modifier les données · modifier les données |

## Évolution démographique
| 1968   | 1975   | 1982   | 1990   | 1999   | 2006   | 2011   | 2016   | 2022   |
| ------ | ------ | ------ | ------ | ------ | ------ | ------ | ------ | ------ |
| 61 480 | 65 975 | 64 349 | 64 386 | 64 119 | 63 225 | 62 259 | 61 475 | 61 743 |